# پارکدیل (میشیگان)
پارکدیل (انگلیسی: Parkdale) یک منطقهٔ مسکونی در ایالات متحده آمریکا است که در شهرستان منیستی، میشیگان واقع شده‌است. پارکدیل ۷۰۴ نفر جمعیت دارد و ۱۸۲٫۸۸ متر بالاتر از سطح دریا واقع شده‌است.